# Catedral de San Juan Evangelista (Cleveland)

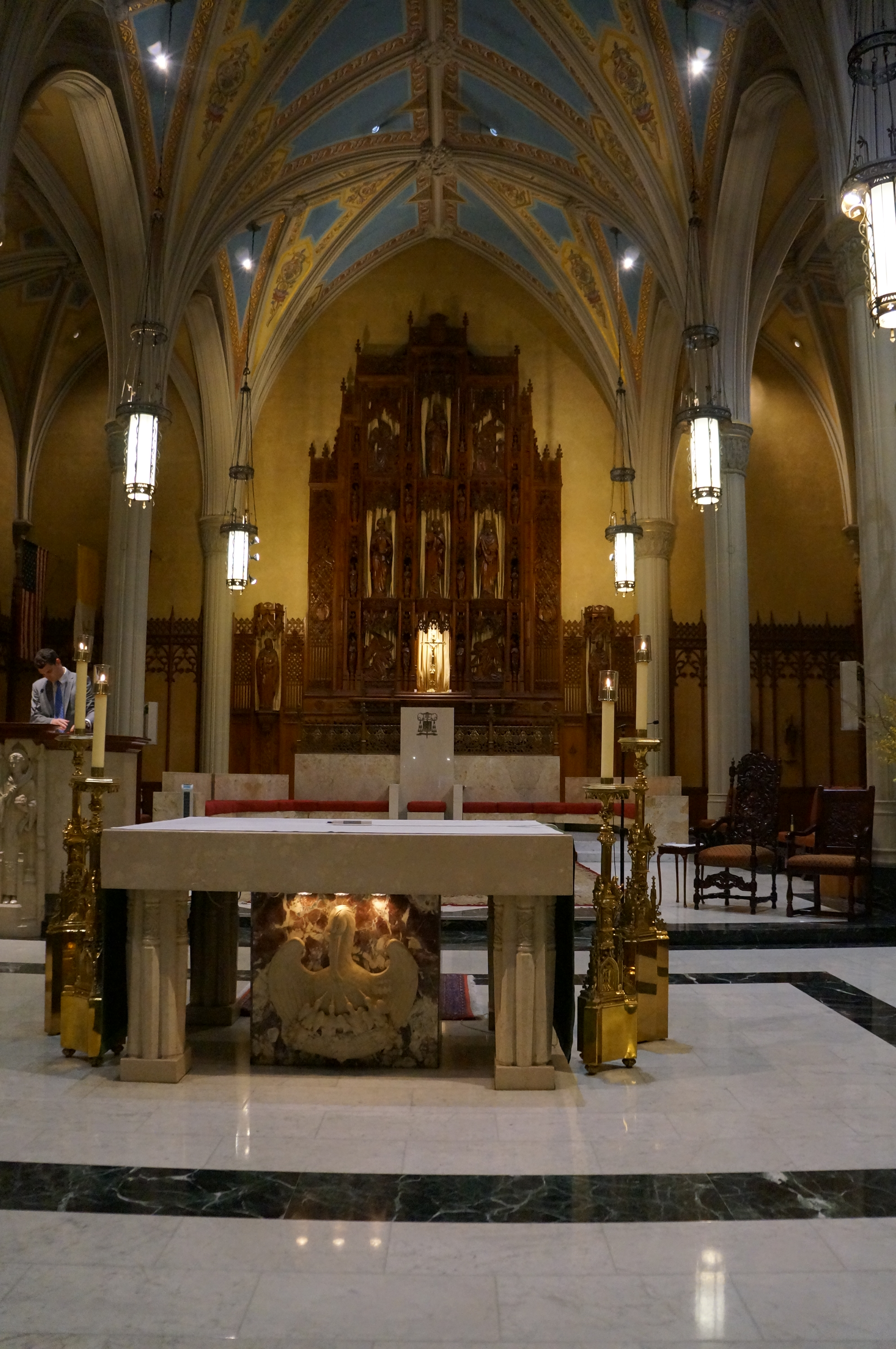
Vista interna

La Catedral de San Juan Evangelista  (en inglés: Cathedral of St. John the Evangelist) Es un edificio religioso e histórico de la iglesia católica situado en 1007 de la Avenida Superior en Cleveland, Ohio, en los Estados Unidos. La catedral fue Completada y consagrada en 1852, siendo la iglesia principal de la diócesis de Cleveland. Numerosas reformas han cambiado algunos aspectos de la catedral, pero sigue siendo esencialmente la misma desde su construcción. Un pequeño grupo de colonos irlandeses estableció St. Mary's of the Flats en 1826. La congregación se reunió en varios lugares antes de comenzar la construcción de su propio santuario en 1837. Cuando el Papa Pío IX estableció la Diócesis de Cleveland en 1847, nombró a Louis Amadeus Rappe como su primer obispo.
Obispo Rappe estableció la catedral de San Juan en las calles Superior y Erie(actual calle 9 East) en la tierra comprada en 1845 por el pastor de Santa María el Rev. Peter McLaughlin. Se seleccionó el arquitecto Patrick Keely, que diseñó el edificio en un estilo gótico ornamental. El Obispo puso la primera piedra el 22 de octubre de 1848. Hasta que el nuevo edificio fue terminado en 1852, Santa María sirvió como catedral de la diócesis. 

## Véase también

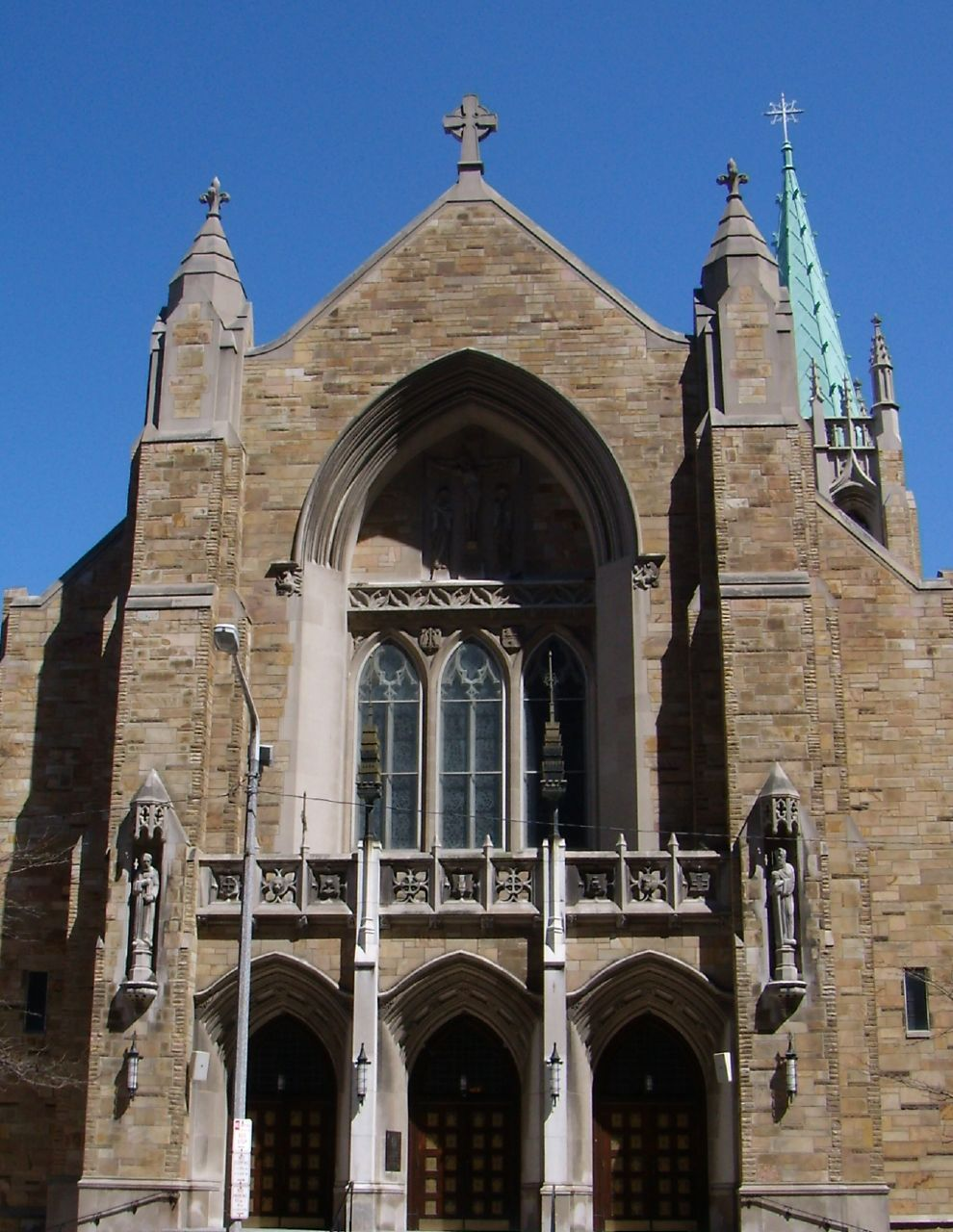
Otra vista del templo